# Gynacantha nervosa
Gynacantha nervosa – gatunek ważki z rodziny żagnicowatych (Aeshnidae). Występuje na terenie Ameryki Środkowej, Ameryki Północnej, Ameryki Południowej i Karaibów.